# Ciclismo nos Jogos Olímpicos de Verão de 2012 - BMX masculino
A prova de BMX masculino do ciclismo nos Jogos Olímpicos de Verão de 2012 foi disputada entre 8 e 10 de agosto na Pista de BMX montada ao lado do Velódromo de Londres.

## Calendário
Horário local (UTC+1)
| Dia          | Horário | Fase              |
| ------------ | ------- | ----------------- |
| 8 de agosto  | 15:40   | Tomada de tempo   |
| 9 de agosto  | 15:00   | Quartas-de-finais |
| 10 de agosto | 15:08   | Semifinais        |
| 10 de agosto | 16:40   | Final             |

## Medalhistas
| Ouro   | LAT Māris Štrombergs |
| Prata  | AUS Sam Willoughby   |
| Bronze | COL Carlos Oquendo   |

## Resultados

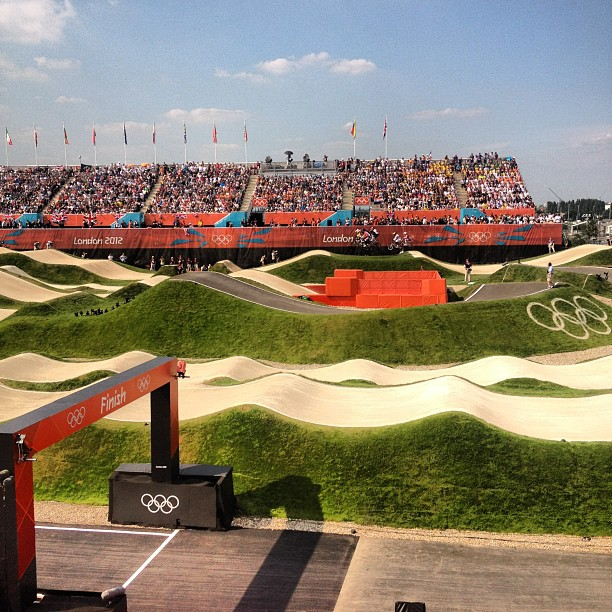
A Pista de BMX em Londres.

### Classificatória
A classificatória determinou a disposição dos ciclistas para as fases seguintes, de acordo com os melhores tempos.
| Pos. | Nome                      | Tempo  | Notas |
| ---- | ------------------------- | ------ | ----- |
| 1    | NED Raymon van der Biezen | 37.779 |       |
| 2    | FRA Joris Daudet          | 38.221 |       |
| 3    | NED Twan van Gendt        | 38.339 |       |
| 4    | USA Connor Fields         | 38.431 |       |
| 5    | COL Andrés Jiménez        | 38.445 |       |
| 6    | AUS Sam Willoughby        | 38.496 |       |
| 7    | USA Nicholas Long         | 38.601 |       |
| 8    | BRA Renato Rezende        | 38.628 |       |
| 9    | FRA Quentin Caleyron      | 38.637 |       |
| 10   | NZL Marc Willers          | 38.687 |       |
| 11   | LAT Māris Štrombergs      | 38.697 |       |
| 12   | GBR Liam Phillips         | 38.719 |       |
| 13   | LAT Rihards Veide         | 38.753 |       |
| 14   | COL Carlos Oquendo        | 38.775 |       |
| 15   | USA David Herman          | 38.955 |       |
| 16   | NZL Kurt Pickard          | 39.057 |       |
| 17   | AUS Khalen Young          | 39.304 |       |
| 18   | ITA Manuel de Vecchi      | 39.385 |       |
| 19   | GER Luis Brethauer        | 39.431 |       |
| 20   | CAN Tory Nyhaug           | 39.515 |       |
| 21   | NED Jelle van Gorkom      | 39.529 |       |
| 22   | AUS Brian Kirkham         | 39.610 |       |
| 23   | SUI Roger Rinderknecht    | 39.618 |       |
| 24   | ECU Emilio Falla          | 39.737 |       |
| 25   | DEN Morten Therkildsen    | 39.738 |       |
| 26   | ARG Ernesto Pizarro       | 39.765 |       |
| 27   | BEL Arnaud Dubois         | 39.772 |       |
| 28   | FRA Moana Moo-Caille      | 40.015 |       |
| 29   | GER Maik Baier            | 40.231 |       |
| 30   | RSA Sifiso Nhlapo         | 40.788 |       |
| 31   | PHI Daniel Caluag         | 40.900 |       |
| –    | LAT Edžus Treimanis       |        | DNF   |

### Quartas-de-finais
Cada uma das quatro baterias de quartas-de-final foi composta por cinco corridas, usando um sistema de pontuação de acordo com a posição de chegada. Os dois melhores após três corridas avançaram para as semifinais (sem precisar disputar as outras duas corridas), além dos dois melhores restantes ao final das cinco corridas.

#### Bateria 1
| Pos. | Nome                      | Corrida 1  | Corrida 2  | Corrida 3    | Corrida 4  | Corrida 5    | Total | Notas |
| ---- | ------------------------- | ---------- | ---------- | ------------ | ---------- | ------------ | ----- | ----- |
| 1    | NED Raymon van der Biezen | 37.974 (1) | 38.269 (1) | 38.392 (1)   | —          | —            | 3     | Q     |
| 2    | LAT Edžus Treimanis       | 40.130 (4) | 52.014 (6) | 38.572 (2)   | —          | —            | 12    | Q     |
| 3    | FRA Quentin Caleyron      | 42.560 (7) | 41.336 (5) | 1:04.609 (5) | 39.162 (1) | 38.489 (1)   | 19    | q     |
| 4    | AUS Khalen Young          | DNF (8)    | 39.189 (2) | 39.456 (3)   | 39.484 (2) | 1:04.756 (4) | 19    | q     |
| 5    | DEN Morten Therkildsen    | 40.789 (6) | 39.788 (4) | 39.896 (4)   | 40.160 (4) | 39.104 (2)   | 20    |       |
| 6    | ECU Emilio Falla          | 39.602 (3) | DNF (8)    | 1:31.130 (6) | 39.756 (3) | 41.793 (3)   | 23    |       |
| 7    | NZL Kurt Pickard          | 40.200 (5) | 39.539 (3) | DNF (7)      | DNS (8)    | DNS (8)      | 31    |       |
| 8    | BRA Renato Rezende        | 38.343 (2) | DNF (8)    | DNS (10)     | DNS (8)    | DNS (8)      | 36    |       |

#### Bateria 2
| Pos. | Nome                 | Corrida 1  | Corrida 2    | Corrida 3  | Corrida 4  | Corrida 5    | Total | Notas |
| ---- | -------------------- | ---------- | ------------ | ---------- | ---------- | ------------ | ----- | ----- |
| 1    | USA Connor Fields    | 37.721 (1) | 38.350 (1)   | 38.025 (1) | —          | —            | 3     | Q     |
| 2    | GBR Liam Phillips    | 38.072 (2) | 38.625 (2)   | 38.301 (2) | —          | —            | 6     | Q     |
| 3    | COL Andrés Jiménez   | 38.753 (4) | 39.208 (3)   | 38.865 (4) | 38.581 (1) | 44.026 (5)   | 17    | q     |
| 4    | LAT Rihards Veide    | 39.489 (6) | 39.416 (4)   | 38.609 (3) | 39.508 (4) | 39.110 (2)   | 19    | q     |
| 5    | CAN Tory Nyhaug      | 38.610 (3) | 1:03.089 (7) | 39.949 (6) | 39.503 (3) | 38.808 (1)   | 20    |       |
| 6    | FRA Moana Moo-Caille | 39.191 (5) | 39.560 (5)   | 39.512 (5) | 38.705 (2) | 1:30.608 (6) | 23    |       |
| 7    | NED Jelle van Gorkom | 39.691 (7) | 1:37.793 (8) | 42.707 (8) | 40.419 (5) | 40.096 (3)   | 31    |       |
| 8    | GER Maik Baier       | 40.558 (8) | 56.453 (6)   | 40.541 (7) | 46.131 (6) | 41.109 (4)   | 31    |       |

#### Bateria 3
| Pos. | Nome                   | Corrida 1    | Corrida 2  | Corrida 3  | Corrida 4  | Corrida 5  | Total | Notas |
| ---- | ---------------------- | ------------ | ---------- | ---------- | ---------- | ---------- | ----- | ----- |
| 1    | NZL Marc Willers       | 40.558 (1)   | 38.879 (2) | 38.467 (1) | —          | —          | 4     | Q     |
| 2    | FRA Joris Daudet       | 54.108 (4)   | 38.789 (1) | 38.644 (2) | —          | —          | 7     | Q     |
| 3    | USA David Herman       | DNF (8)      | 39.400 (3) | 39.373 (4) | 38.319 (1) | 39.005 (2) | 18    | q     |
| 4    | SUI Roger Rinderknecht | 54.108 (3)   | 39.901 (5) | 39.209 (3) | 39.844 (4) | 39.453 (3) | 18    | q     |
| 5    | USA Nicholas Long      | 1:46.734 (7) | 39.533 (4) | 39.379 (5) | 38.383 (2) | 38.428 (1) | 19    |       |
| 6    | ARG Ernesto Pizarro    | 1:20.748 (6) | 40.179 (6) | 39.905 (7) | 38.799 (3) | 40.141 (4) | 26    |       |
| 7    | ITA Manuel de Vecchi   | 53.365 (2)   | 41.499 (8) | 50.728 (8) | 40.342 (6) | 40.261 (5) | 29    |       |
| 8    | PHI Daniel Caluag      | 1:02.086 (5) | 40.763 (7) | 39.902 (6) | 40.342 (5) | 40.380 (6) | 29    |       |

#### Bateria 4
| Pos. | Nome                 | Corrida 1  | Corrida 2  | Corrida 3  | Corrida 4    | Corrida 5  | Total | Notas |
| ---- | -------------------- | ---------- | ---------- | ---------- | ------------ | ---------- | ----- | ----- |
| 1    | NED Twan van Gendt   | 38.094 (1) | 38.190 (2) | 38.402 (4) | —            | —          | 7     | Q     |
| 2    | LAT Māris Štrombergs | 38.359 (2) | 40.353 (5) | 37.738 (1) | —            | —          | 8     | Q     |
| 3    | AUS Sam Willoughby   | 40.250 (4) | 37.856 (1) | 38.200 (3) | 38.840 (2)   | 59.499 (6) | 16    | q     |
| 4    | COL Carlos Oquendo   | DNF (8)    | 39.148 (4) | 37.976 (2) | 1:23.505 (6) | 38.167 (1) | 21    | q     |
| 5    | GER Luis Brethauer   | 43.391 (6) | 39.108 (3) | 39.435 (5) | 40.134 (4)   | 38.973 (4) | 22    |       |
| 6    | BEL Arnaud Dubois    | 40.179 (3) | 51.285 (8) | 40.003 (7) | 39.564 (3)   | 38.620 (3) | 24    |       |
| 7    | AUS Brian Kirkham    | 59.988 (7) | 48.026 (7) | 40.519 (8) | 38.158 (1)   | 38.475 (2) | 25    |       |
| 8    | RSA Sifiso Nhlapo    | 41.773 (5) | 40.539 (6) | 39.653 (6) | 40.377 (5)   | 39.835 (5) | 27    |       |

### Semifinais
As semifinais consistiram de três corridas, com os quatro primeiros de cada grupo avançando para a final.

#### Semifinal 1
| Pos. | Nome                      | Corrida 1    | Corrida 2  | Corrida 3  | Total | Notas |
| ---- | ------------------------- | ------------ | ---------- | ---------- | ----- | ----- |
| 1    | USA Connor Fields         | 51.791 (4)   | 37.885 (1) | 37.736 (1) | 6     | Q     |
| 2    | NED Raymon van der Biezen | 38.372 (1)   | 38.046 (2) | 38.948 (5) | 8     | Q     |
| 3    | GBR Liam Phillips         | 38.770 (2)   | 38.179 (3) | 38.509 (4) | 9     | Q     |
| 4    | COL Andrés Jiménez        | 40.730 (3)   | 38.882 (6) | 38.490 (3) | 12    | Q     |
| 5    | LAT Edžus Treimanis       | 51.856 (5)   | 39.125 (7) | 37.926 (2) | 14    |       |
| 6    | FRA Quentin Caleyron      | DNF (8)      | 38.392 (4) | 40.265 (6) | 18    |       |
| 7    | LAT Rihards Veide         | 53.670 (6)   | 38.640 (5) | 48.466 (7) | 18    |       |
| 8    | AUS Khalen Young          | 1:40.272 (7) | 45.520 (8) | DNS (10)   | 25    |       |

#### Semifinal 2
| Pos. | Nome                   | Corrida 1    | Corrida 2  | Corrida 3    | Total | Notas |
| ---- | ---------------------- | ------------ | ---------- | ------------ | ----- | ----- |
| 1    | AUS Sam Willoughby     | 38.059 (1)   | 37.542 (1) | 38.506 (3)   | 5     | Q     |
| 2    | NED Twan van Gendt     | 44.742 (5)   | 37.798 (2) | 38.046 (1)   | 8     | Q     |
| 3    | LAT Māris Štrombergs   | 41.856 (4)   | 37.995 (4) | 38.088 (2)   | 10    | Q     |
| 4    | COL Carlos Oquendo     | 39.236 (2)   | 37.542 (5) | 38.811 (4)   | 11    | Q     |
| 5    | USA David Herman       | 40.277 (3)   | 38.954 (6) | 48.205 (6)   | 15    |       |
| 6    | FRA Joris Daudet       | 45.702 (6)   | 37.990 (3) | 2:05.214 (7) | 16    |       |
| 7    | SUI Roger Rinderknecht | 52.320 (7)   | 40.070 (7) | 43.021 (5)   | 19    |       |
| 8    | NZL Marc Willers       | 1:34.759 (8) | 42.269 (8) | DNS (10)     | 26    |       |

### Final
As final foi disputada em uma única corrida.
| Pos.              | Nome                      | Tempo    |
| ----------------- | ------------------------- | -------- |
| Medalha de ouro   | LAT Māris Štrombergs      | 37.576   |
| Medalha de prata  | AUS Sam Willoughby        | 37.929   |
| Medalha de bronze | COL Carlos Oquendo        | 38.251   |
| 4                 | NED Raymon van der Biezen | 38.492   |
| 5                 | NED Twan van Gendt        | 44.744   |
| 6                 | COL Andrés Jiménez        | 53.377   |
| 7                 | USA Connor Fields         | 1:03.033 |
| 8                 | GBR Liam Phillips         | 2:11.918 |